# Carboxypeptidase

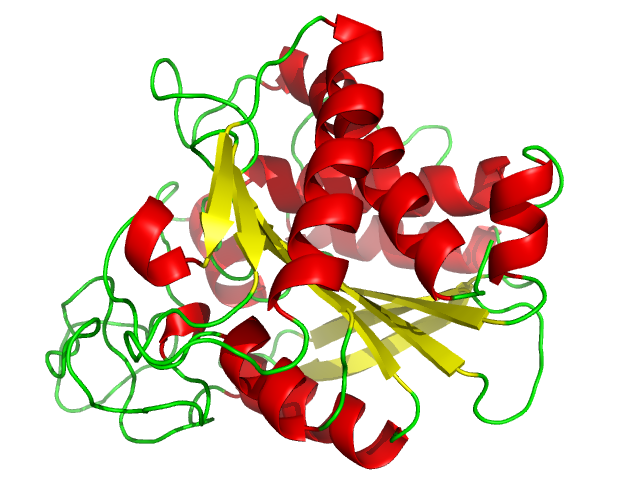
Carboxypeptidase A, uit runderpancreas

Een carboxypeptidase (EC-nummer 3.4.16 - 3.4.18) is een protease enzym dat hydrolyseert (splitst) van een peptidebinding aan het carboxy-terminale (C-terminale) uiteinde van een eiwit of peptide. Dit in tegenstelling tot aminopeptidases, die peptidebindingen aan de N-terminus van eiwitten splitsen. Mensen, dieren, bacteriën en planten bezitten verschillende soorten carboxypeptidasen die uiteenlopende functies hebben, van katabolisme tot eiwitrijping.

## Mechanisme
Het mechanisme om carboxypeptidase te produceren houdt in dat het substraat coördinaat water wordt vervangen door substraat van carbonyl (C=O) groepen.

## Functies
De eerste carboxypeptidasen die werden bestudeerd waren die welke betrokken zijn bij de vertering van voedsel (pancreas carboxypeptidasen A1, A2, en B). De meeste bekende carboxypeptidasen zijn echter niet betrokken bij het katabolisme; zij helpen bij de rijping van eiwitten (b.v. Post-translationele modificatie) of reguleren biologische processen. Zo is voor de biosynthese van neuro-endocriene peptiden zoals insuline een carboxypeptidase nodig. Carboxypeptidases functioneren ook in bloedstolling, groeifactor productie, wondgenezing, voortplanting, en vele andere processen.

## Classificaties

### Op basis van het mechanisme van de actieve site
Carboxypeptidasen worden gewoonlijk ingedeeld in een van de verschillende families op basis van hun actieve site mechanisme.
- Enzymen die een metaal in de actieve site gebruiken worden "metallo-carboxypeptidasen" genoemd (EC-nummer 3.4.17).
- Andere carboxypeptidasen die gebruik maken van serine-residuen in het actieve gebied worden "serinecarboxypeptidasen" genoemd (EC-nr. 3.4.16).
- Carboxypeptidasen die gebruik maken van cysteïne residuen op de actieve plaats worden "cysteïnecarboxypeptidase" (of "thiol carboxypeptidasen") genoemd (EC-nummer 3.4.18).

Deze namen verwijzen niet naar de selectiviteit van het aminozuur dat wordt gesplitst.

## Naar substraatvoorkeur
Een ander classificatiesysteem voor carboxypeptidasen verwijst naar hun substraatvoorkeur.
- In dit classificatiesysteem worden carboxypeptidasen die een sterkere voorkeur hebben voor die aminozuren die aromatische of vertakte koolwaterstofketens bevatten carboxypeptidase A genoemd] (A voor aromatisch/alifatisch).
- Carboxypeptidasen die positief geladen aminozuren (arginine, lysine) splijten, worden carboxypeptidase B genoemd (B voor basic).

Een metallo-carboxypeptidase dat een C-terminaal glutamaat uit het peptide N-acetyl-L-aspartyl-L-glutamaat klieft, wordt "glutamaatcarboxypeptidase" genoemd.
Een serine-carboxypeptidase dat het C-terminale residu van peptiden met de sequentie -Pro-Xaa (Pro is proline, Xaa is elk aminozuur op het C-terminus van een peptide) klieft, wordt "prolyl-carboxypeptidase" genoemd.

## Activering
Sommige, maar niet alle, carboxypeptidasen worden aanvankelijk in een inactieve vorm geproduceerd; deze voorlopervorm wordt een procarboxypeptidase genoemd.  In het geval van pancreas carboxypeptidase A wordt de inactieve zymogeen vorm - pro-carboxypeptidase A - omgezet in zijn actieve vorm - carboxypeptidase A - door het enzym trypsine.  Dit mechanisme zorgt ervoor dat de cellen waarin pro-carboxypeptidase A wordt geproduceerd, zelf niet worden verteerd.